# Hans Petter Moland
 (janvier 2019).
Si vous disposez d'ouvrages ou d'articles de référence ou si vous connaissez des sites web de qualité traitant du thème abordé ici, merci de compléter l'article en donnant les références utiles à sa vérifiabilité et en les liant à la section « Notes et références ».
Hans Petter Moland, né le 17 octobre 1955 à Oslo, est un réalisateur norvégien.

## Biographie
Il avait reçu des prix pour ses publicités dans les principaux festivals, notamment à Cannes, avant de faire ses débuts en 1993 avec The Last Lieutenant. Il poursuit avec Zero Kelvin (1995), Aberdeen (2000) et The Beautiful Country (2004), qui a été sélectionné pour la compétition à Berlin. Il a également réalisé le court métrage United We Stand: What More Can I Give, qui a été primé dans plusieurs grands festivals. 
Il est également connu pour sa collaboration avec l'acteur suédois Stellan Skarsgård, qu'il a dirigé dans plusieurs films : Zero Kelvin, Aberdeen et Un chic type (2010), ce dernier étant en nomination pour l'Ours d'or au 60e Festival international du film de Berlin. Sa quatrième collaboration avec Skarsgård, Refroidis, a été présentée pour la première fois dans la section concours du 64e Festival international du film de Berlin. Enfin, il a dirigé l'acteur dans L'été où mon père disparut (2019).

## Filmographie

### En tant que réalisateur
- 1993 : The Last Lieutenant (Secondløitnanten)
- 1995 : Zero Kelvin (Kjærlighetens kjøtere)
- 2000 : Aberdeen
- 2002 : La Plupart des gens vivent en Chine (Folk flest bor i Kina), segment AP
- 2002 : L'union fait la force (De beste går først), court métrage
- 2004 : The Beautiful Country
- 2006 : Comrade Pedersen  (Gymnaslærer Pedersen)
- 2010 : Un chic type (En ganske snill mann)
- 2012 : Quand les bulles éclatent (Når boblene brister)
- 2014 : Refroidis (Kraftidioten)
- 2016 : Les Enquêtes du département V : Délivrance (Flaskepost fra P)
- 2019 : Sang froid (Cold Pursuit)
- 2019 : L'Été où mon père disparut (Ut og stjæle hester)
- 2024 : Absolution